# Tetraopes crassus
Tetraopes crassus là một loài bọ cánh cứng trong họ Cerambycidae.